# طولش
طولش روستایی است که در استان اردبیل، شهرستان خلخال، بخش مرکزی، دهستان خانندبیل شرقی قرار دارد.

## جمعیت
جمعیت روستای بزرگ طولش در حال حاضر (۱۴۰۲) بیش از ۲۳۰۰ نفر است  و تعداد خانوار های آن نیز ب  بیش از ۷۵۰ خانوار میرسد .